# 오로 부길레
오로 부길레(熬羅 孛極烈) 또는 오로 패륵(鄂羅貝勒, 鄂掄貝勒) 또는 호로 부길레(忽魯勃極烈)는 중국 금나라 역사서 금사에 등장하는 몽골족 지도자이다. 카불 칸과 거의 같은 시대의 인물로, 일설에는 카불 칸과 동일 인물이라는 설, 카불 칸의 아들 쿠툴라 칸과 동일 인물이라는 설도 있다.
다른 몽골 지도자와는 달리 중국식으로 황제라 칭하고, 중국식의 독자적인 연호를 사용했다. 일설에는 오로는 몽골어로 주장(主帳)을 뜻한다 하고, 부길레(孛極烈)는 여진어로 수령, 추장을 뜻한다는 설도 있다. 금사(金史)에 의하면 부길레는 금나라의 관직으로 장관이라는 뜻이라 한다.

## 생애
오로 부길레의 정확한 가계, 출신은 알려진 것이 없다. 부길레는 금나라, 혹은 여진족의 작위 패륵의 와전이라는 설이 있고, 금나라의 직책으로 장관이라는 의미라는 설이 있다. 카불 칸과 거의 비슷한 시대였으며, 일설에는 그를 카불 칸과 동일 인물로 보는 설이 있다.
금나라 황통 3년(1143년) 오로 부길레가 이끄는 몽골부가 금나라를 공격했다. 이에 금 희종이 장수를 보내 토벌했으나, 노왕(魯王) 완안창(完顏昌)이 금 희종에게 살해당하자 완안창의 아들이 부친의 옛 부하들을 이끌고 몽골부에 귀순했다. 이로 인해 몽골의 세력은 커져갔고, 금나라는 더 이상 몽골부를 통제할 수 없게 되었다.
이 시기 금나라는 전략의 중심을 남송 공략을 중단하고 북서방의 몽골 부족 원정을 단행한다. 금나라 장수 완안종필(完顏宗弼)이 금군을 이끌고 신비궁노수(神臂弓弩手) 8만명을 데리고 몽골을 정벌했으나 여전히 승리할 수 없었다.
황통 6년(1146년), 금나라는 소보수노(蕭保壽奴)를 몽골에 보내 화의를 논의하게 했고, 금나라는 서평하(西平河, 즉 노구하 臚朐河, 현재의 케룰렌 강) 이북 27개 단채(團寨)를 몽골에 할양하며, 그 추장 오라 벌길렬(熬羅孛極烈)을 몽고국왕(蒙古國王)으로 책봉하고, 매년 몽골에 풍부한 소, 양, 쌀, 콩, 면포, 비단을 하사할 것을 제안했으나 오로 부길레는 이를 받아들이지 않았다.
황통 7년(1147년), 금-몽 양측은 결국 화의를 맺었고, 오라 벌길렬은 스스로 중국식으로 황제라 칭하여 조원황제(祖元皇帝)라 칭하고, 다른 칸들과 달리 중국식 연호를 선언, 천흥(天興)으로 연호를 개원했다. 금나라에서 사자를 보내 휴전을 요청했다. 이후 금-몽골 양측은 일시적으로 휴전하였고, 금나라는 더 이상 몽골을 정벌할 수 없어 자국 변방의 요충지 방어를 강화하였다.
속자치통감(續資治通鑑)에 의하면 그는 황제라 칭하지 않고 조원황숙(祖元皇叔)이라 지칭했다 한다. 이량(李諒)의 정몽기(征蒙記)에 의하면 스스로를 태조원명황제(太祖元明皇帝)라 지칭했다 한다.
몽골이 케룰렌 강 상류 지역을 장악하면서, 영북장성(嶺北長城)의 서단도 몽골부의 관할에 들어가 금나라의 변방 방어 기능이 크게 약화되었다. 금나라는 북방 변경의 방어를 공고히 하고자 그 장성의 동남쪽에 새로운 장성을 쌓았으니, 바로 영남북선장성(嶺南北線長城)이다. 후일 이때 새로 쌓은 성을 금계호(金界壕)라 부르게 됐다.